# Тіт Гатерій Непот Ацінат Проб Публіцій Матеніан
Тіт Гатерій Непот Ацінат Проб Публіцій Матеніан (лат. Titus Haterius Nepos Atinas Probus Publicius Matenianus; ? — після 142) — державний та військовий діяч часів Римської імперії, консул-суффект 134 року.

## Життєпис
Походив з роду Гатеріїв. Про батьків немає згадок. Перші відомості про нього відносяться до періоду дакійських війн часів імператора Траяна. У 114 році був учасником походу до Вірменії. У 115–117 роках відзначився під час походу до Атропатени та Осроени.
У 120–124 році на посаді префекта керував Єгиптом. У 130–134 роках обіймав посаду імператорського легата-пропретора провінції Кам'яниста Аравія. У 134 році рушив на придушення повстання Симона Бар-Кохби (третя юдейська війна). Того ж року став консулом-суффектом разом з Тітом Вібієм Варом, не залишаючи провінції. Відзначився у придушенні юдейського повстання, за що 135 року отримав тріумфальні відзнаки. З 138 до 142 року був імператорським легатом-пропретором провінції Верхня Паннонія. Про подальшу долю немає відомостей.